# Más Allá
Más Allá é o quinto álbum de estúdio do cantor espanhol Miguel Bosé, lançado em 1981.

## Divulgação e Recepção
A música mais recordada deste disco foi "Márchate Ya", por ser bem rápida e alegre. Também foram destaques "Qué Sé Yo", "Si Esto Es Amor" e a balada de língua inglesa "You Can't Stay the Night".
Inesperadamente, o disco não agradou à crítica, que esperava um conteúdo mais profissional da parte de Miguel Bosé, devido ao tamanho de sua importância e popularidade. Alguns sugerem que o disco foi "um desperdício" de seu talento. Músicas como "Qué Sé Yo" e "Nana Luna" foram consideradas infantis e tediosas demais.
No entanto, é justamente com "Qué Sé Yo" que Miguel Bosé adentra ainda mais no mercado brasileiro, ao gravar o disco em português em 1982 e lançar a canção como single intitulada "Tutti-Frutti". A música foi regravada com a participação do grupo feminino As Frenéticas, e ele chegou a apresentá-la em programas de auditório brasileiros.
Pela primeira vez um videoclipe foi gravado para uma música em espanhol, no caso foi para a canção "Si Esto Es Amor". Bosé costumava gravar videos apenas para as canções em inglês, e não foi diferente neste caso: para a versão inglesa de "Márchate Ya", "What Do Ya Say" e "You Can't Stay the Night".

## Faixas[3]
1. "Te Diré" - 2:51
2. "Metrópolis" - 3:44
3. "Hermano Mio" - 3:57
4. "You Can't Stay the Night" - 3:57
5. "Ma Keen Dawn" - 5:49
6. "Más Allá" - 3:40
7. "I'll Keep Holding On" - 3:45
8. "Qué Sé Yo" - 3:02
9. "Si Esto Es Amor" - 3:27
10. "Márchate Ya" - 3:54
11. "Nana Luna" - 2:43

### "Tutti-Frutti", versão brasileira
No ano seguinte, 1982, foi lançado a versão brasileira do disco, que se intitulou "Tutti-Frutti". Contém algumas músicas inéditas e a versão inglesa de "Márchate Ya".
1. "Tutti-Futti" (Qué Sé Yo)
2. "You Can't Stay the Night"
3. "Se Isto É Amor" (Si Esto Es Amor)
4. "What Do Ya Say" (Márchate Ya)
5. "Paradise" (África)
6. "Child"
7. "Metrópolis" (Em português)
8. "I'll Keep Holding On"
9. "Teus Sonhos" (Más Allá)
10. "Ma Keen Dawn"
11. "If It Takes Me All Night"

## Créditos[3]
- Vocais: Miguel Bosé
- Coral:  Danilo Vaona, "Huevo" Cuervo, Enzo Giuffre, Peter Felsatti, Martin Jay, Miguel Bosé, Simon Bell, Tony Burrows
- Arranjos: Danilo Vaona, Grahan Preskett
- Arte da capa: Juan O. Gatti
- Baixo: Alan Jones
- Bateria: Barry Morgan
- Engenheiros: Brad Davis, Liz Biddiscombe
- Guitarra: Alan Parker, Nigel Jenkins, Ricky Hitchcock
- Percussão: Barry Morgan, Frank Riccotti
- Piano, teclados: Danilo Vaona, Graham Preskett
- Saxofone: Ron Asprey
- Sintetizadores: Hans Zimmer